# Christof Kuhbandner
Christof Kuhbandner (* 1974 in Marktredwitz) ist ein deutscher Psychologe und Inhaber des Lehrstuhls für Pädagogische Psychologie an der Universität Regensburg.

## Leben
Kuhbandner schloss im April 2002 sein Psychologie-Diplomstudium mit einer Arbeit über inhibitorische Prozesse im episodischen Gedächtnis an der Universität Regensburg ab. Nach kurzzeitiger Tätigkeit als wissenschaftlicher Mitarbeiter in Regensburg wechselte er 2003 als Mitarbeiter von Ursula Staudinger zunächst an die TU Dresden und dann an die International University Bremen. 2004 kehrte er nach Regensburg zurück, wo er Assistent von Karl-Heinz Bäuml war und an seiner experimentalpsychologischen Promotion arbeitete, die er 2007 abschloss. 2006 wechselte er nach München, wo er zunächst als Assistent und ab 2007 als Akademischer Rat am Lehrstuhl von Reinhard Pekrun wirkte. 2013 folgte er als Nachfolger von Helmut Lukesch dem Ruf auf den Lehrstuhl für Pädagogische Psychologie an der Universität Regensburg.

## COVID-19-Pandemie
Kuhbandner wurde im Jahr 2020 einer breiteren Öffentlichkeit bekannt, weil er sowohl in Online-Beiträgen, u. a. auf Telepolis, als auch in wissenschaftlichen Fachpublikationen, z. T. ohne Peer-Review, die epidemiologische Begründung der nicht-pharmazeutischen Maßnahmen im Zuge der COVID-19-Pandemie und deren Zielgerichtetheit in Frage stellte und vor unbeabsichtigten Kollateralschäden warnte. Dafür erntete er auch Kritik, unter anderem von dem in Mittweida lehrenden Mathematiker Kristan Schneider.
Im Herbst 2020 wandte sich Kuhbandner gegen die in einigen Bundesländern eingeführte Maskenpflicht in Grundschulen. Ein Gutachten Kuhbandners war auch entscheidend für den Beschluss des Amtsgerichts Weilheim, die Maskenpflicht einer Schülerin wegen Gefährdung des Kindeswohls auszusetzen. Ebenfalls auf ein Gutachten von Kuhbandner stützte sich ein Familienrichter am Amtsgericht Weimar in seinem Beschluss im April 2021, nach dem für alle Schüler an zwei Weimarer Schulen jegliche Corona-Maßnahmen wegfallen sollten. Das Thüringer Oberlandesgericht in Jena hob das Urteil nach Beschwerde auf. Nach einer Anklage wegen Rechtsbeugung wurde der Richter des Amtes enthoben.
Kuhbandner ist auch Mitglied im von Sucharit Bhakdi geführten Verein Mediziner und Wissenschaftler für Gesundheit, Freiheit und Demokratie, e .V.
Im Januar 2022 veröffentlichte Kuhbandner auf einer Plattform für offene Wissenschaft eine Analyse ohne Peer-Review zum zeitlichen Zusammenhang von Übersterblichkeit und COVID-Impfungen. Er verglich hierbei für das Jahr 2021 die zeitliche Entwicklung der Todesfälle pro Tag und die Anzahl der Erst-, Zweit- und Booster-Impfungen in Deutschland miteinander. Die Daten legten, so Kuhbandner, nahe, dass ein Teil der Übersterblichkeit im Jahr 2021 mit den Impfungen erklärt werden könne. Hingegen bewerteten die Statistiker Dominik Liebl und Jörg Stoye die Daten als Scheinkorrelationen (Spurious Correlations). Zudem untersuche Kuhbandner, so Liebls Kritik, bei der Berechnung seiner Korrelationen nur sehr begrenzte Zeiträume. Bei einer Erweiterung der Zeiträume kamen die Wissenschaftler zu geringeren bzw. sogar negativen Korrelationen.

## Schriften (Auswahl)
- Der Einfluss von Emotionen auf das abrufinduzierte Vergessen. Dissertation Regensburg 2007, PDF.
- Emotionale Kompetenz im Lehrberuf. Grundwissen, Anleitungen & Übungsmaterialien – ein Lehrbuch für Studium und Unterrichtspraxis. Wiesbaden 2020, ISBN 978-3-658-26983-8.
- Real-world objects are represented in visual long-term memory both as unbound features and as bound objects. Frontiers in Psychology, 2020 doi:10.3389/fpsyg.2020.580667.
- zusammen mit Fabian Hutmacher: Does the attentional boost effect depend on the intentionality of encoding? Investigating the mechanisms underlying memory for visual objects presented at behaviorally relevant moments in time. Frontiers in Psychology, 2020 doi:10.1037/xge0000650.
- zusammen mit Stefan Homburg: Commentary: Estimating the effects of non-pharmaceutical interventions on COVID-19 in Europe. Frontiers in Medicine, 2020 doi:10.3389/fmed.2020.580361.
- zusammen mit Matthias Reitzner: Estimation of Excess Mortality in Germany During 2020-2022. Cureus 15(5): e39371 (2023) doi:10.13140/RG.2.2.27319.19365.
- zusammen mit Stefan Homburg, Harald Walach und Stefan Hockertz: Was Germany’s Lockdown in Spring 2020 Necessary? How Bad Data Quality Can Turn a Simulation Into a Delusion that Shapes the Future. Futures 135, 2022, 102879 doi:10.1016/j.futures.2021.102879.